# Bellefond (Gironde)
Bellefond (okzitanisch Bèla Font) ist eine französische Gemeinde mit 211 Einwohnern (Stand: 1. Januar 2022) im Département Gironde in der Region Nouvelle-Aquitaine (vor 2016 Aquitaine). Sie gehört zum Arrondissement Langon und zum Kanton L’Entre-deux-Mers. Die Einwohner werden Bellefonnais genannt.

## Geographie
Die Gemeinde Bellefond liegt im Weinbaugebiet Entre deux mers, etwa 38 Kilometer ostsüdöstlich von Bordeaux. Das Gemeindegebiet wird vom Fluss Engranne durchquert. Umgeben wird Bellefond von den Nachbargemeinden Naujan-et-Postiac im Nordwesten und Norden, Jugazan im Nordosten, Lugasson im Osten und Süden und, Courpiac im Süden und Südwesten sowie Romagne im Westen.

## Bevölkerungsentwicklung
| Jahr                       | 1962 | 1968 | 1975 | 1982 | 1990 | 1999 | 2009 | 2020 |
| Einwohner                  | 165  | 161  | 165  | 164  | 187  | 203  | 229  | 217  |
| Quellen: Cassini und INSEE |      |      |      |      |      |      |      |      |

## Sehenswürdigkeiten
- Kirche Saint-Eutrope (Monument historique seit 1925) mit Taufbecken (Monument historique seit 1908)
- Dolmen von Bellefond, seit 1889 Monument historique
- Protestantische Kirche
- Kapellen

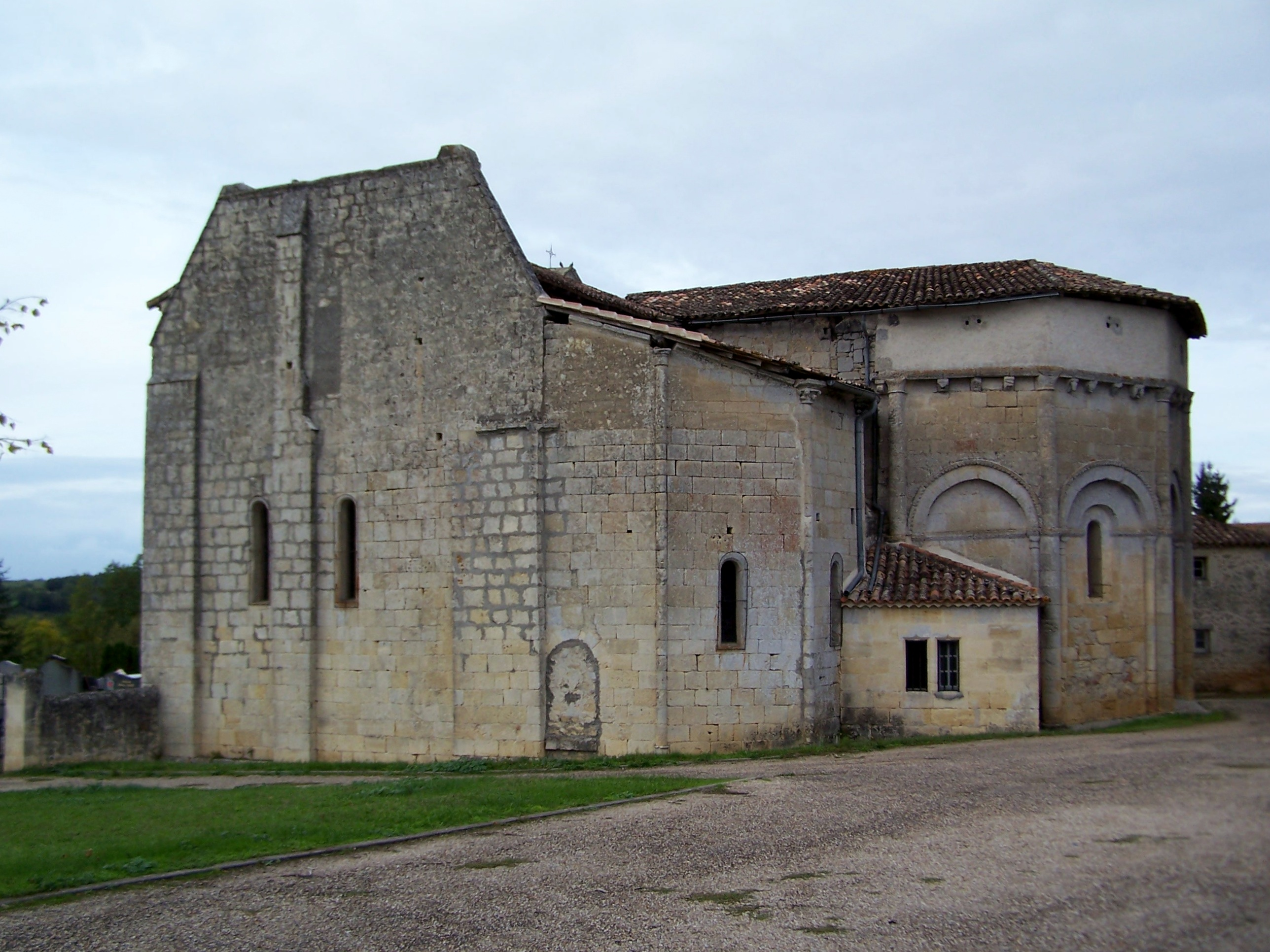
Kirche Saint-Eutrope
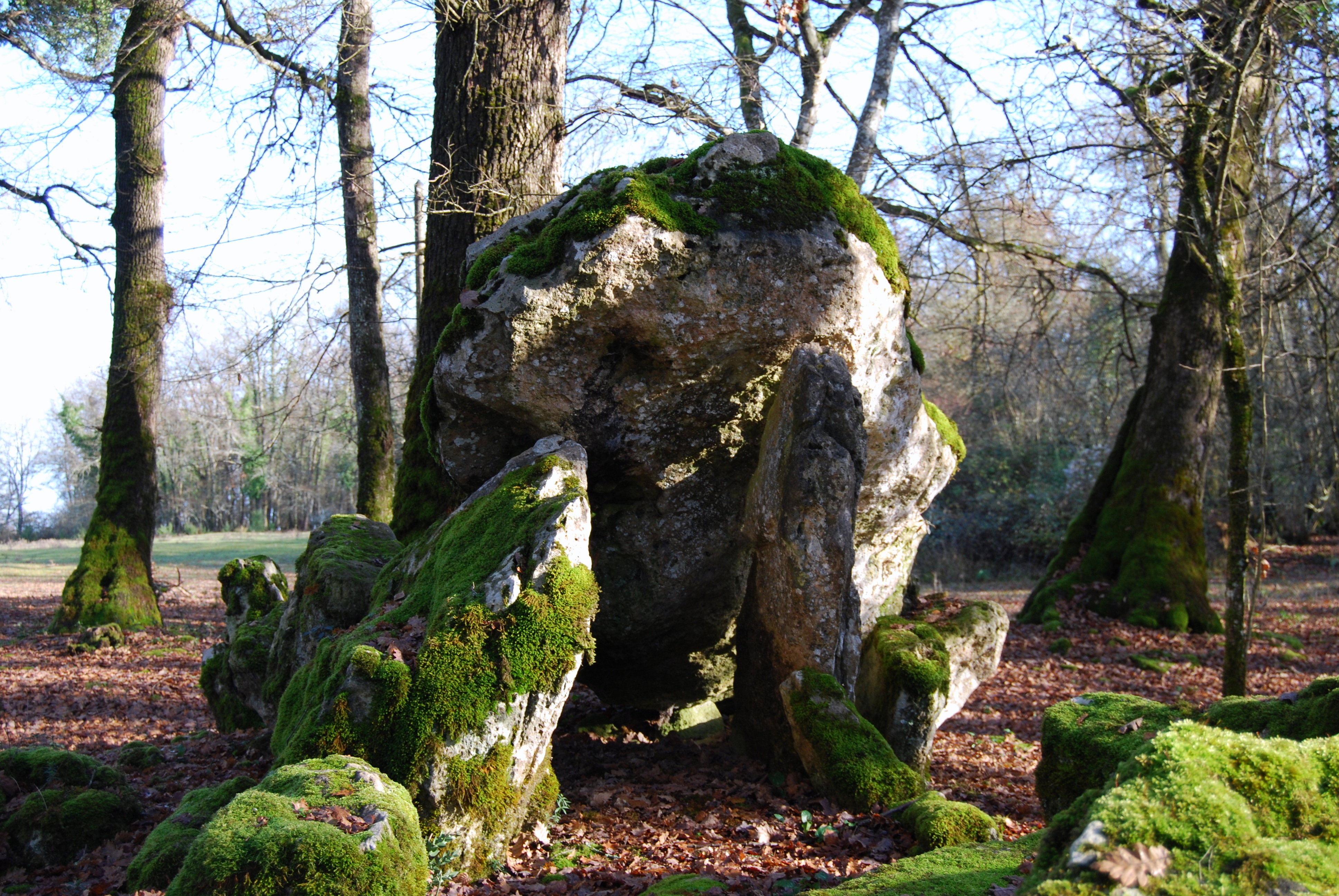
Dolmen
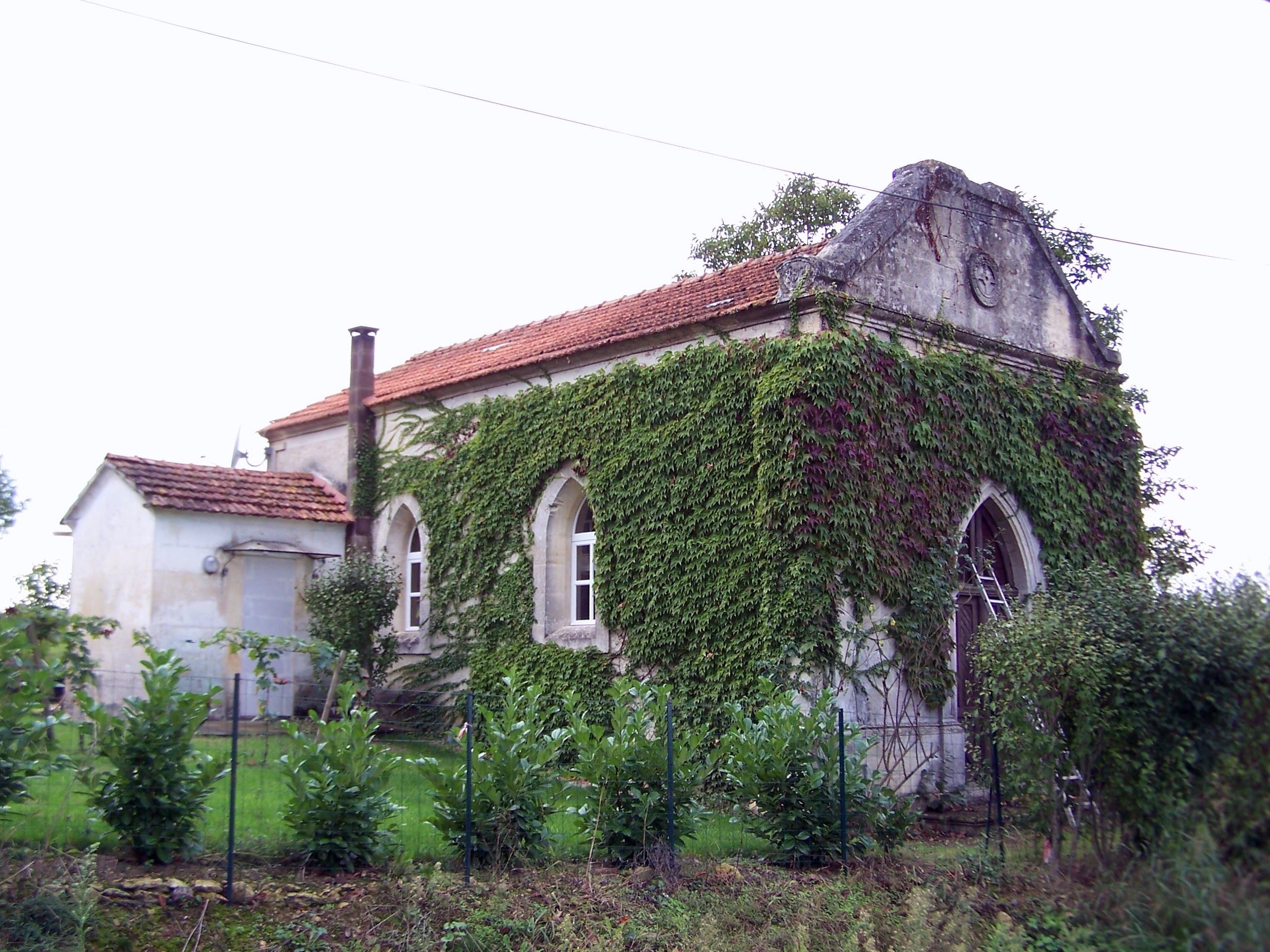
Kapelle Maine
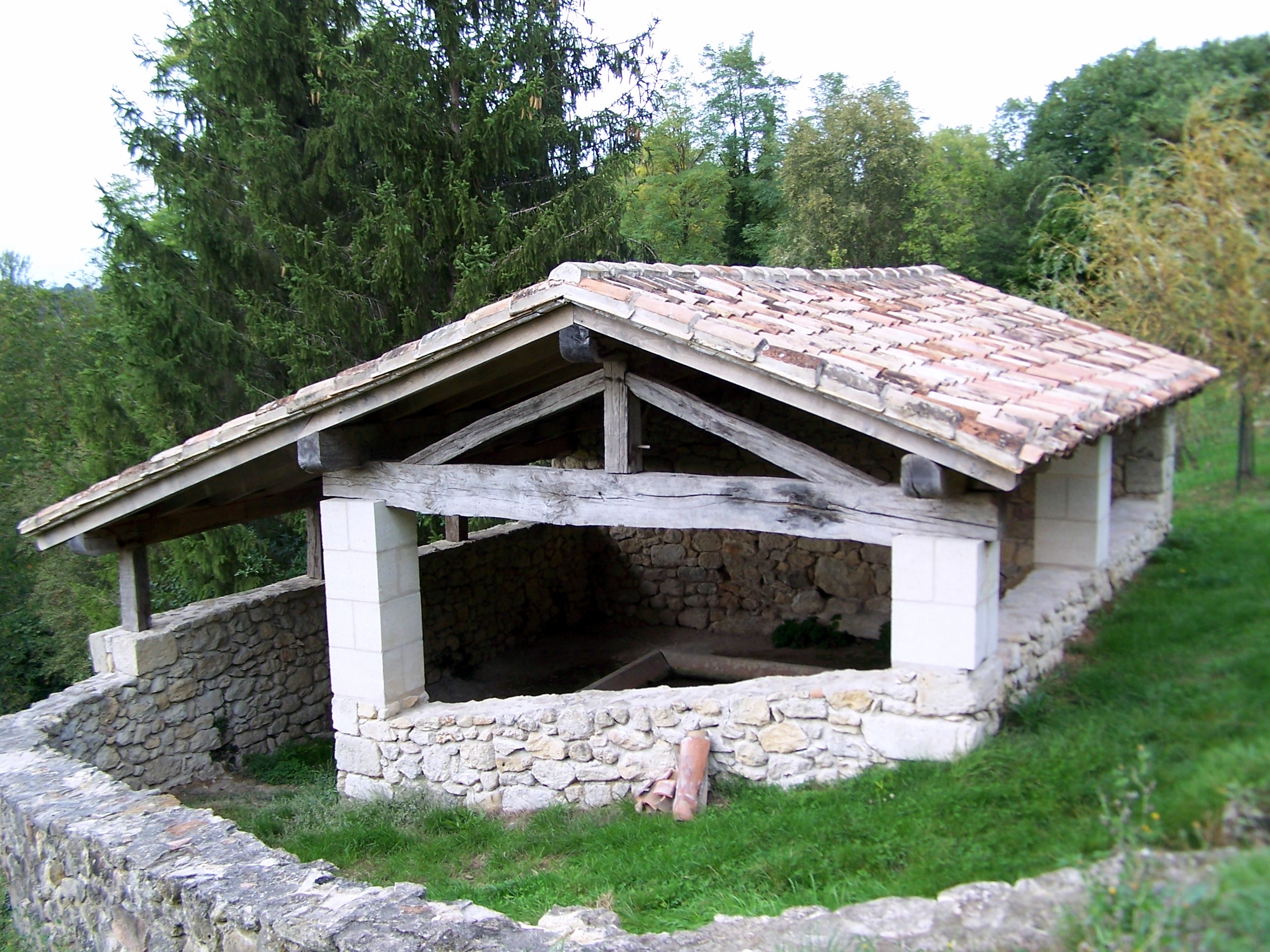
Ehemaliges öffentliches Waschhaus
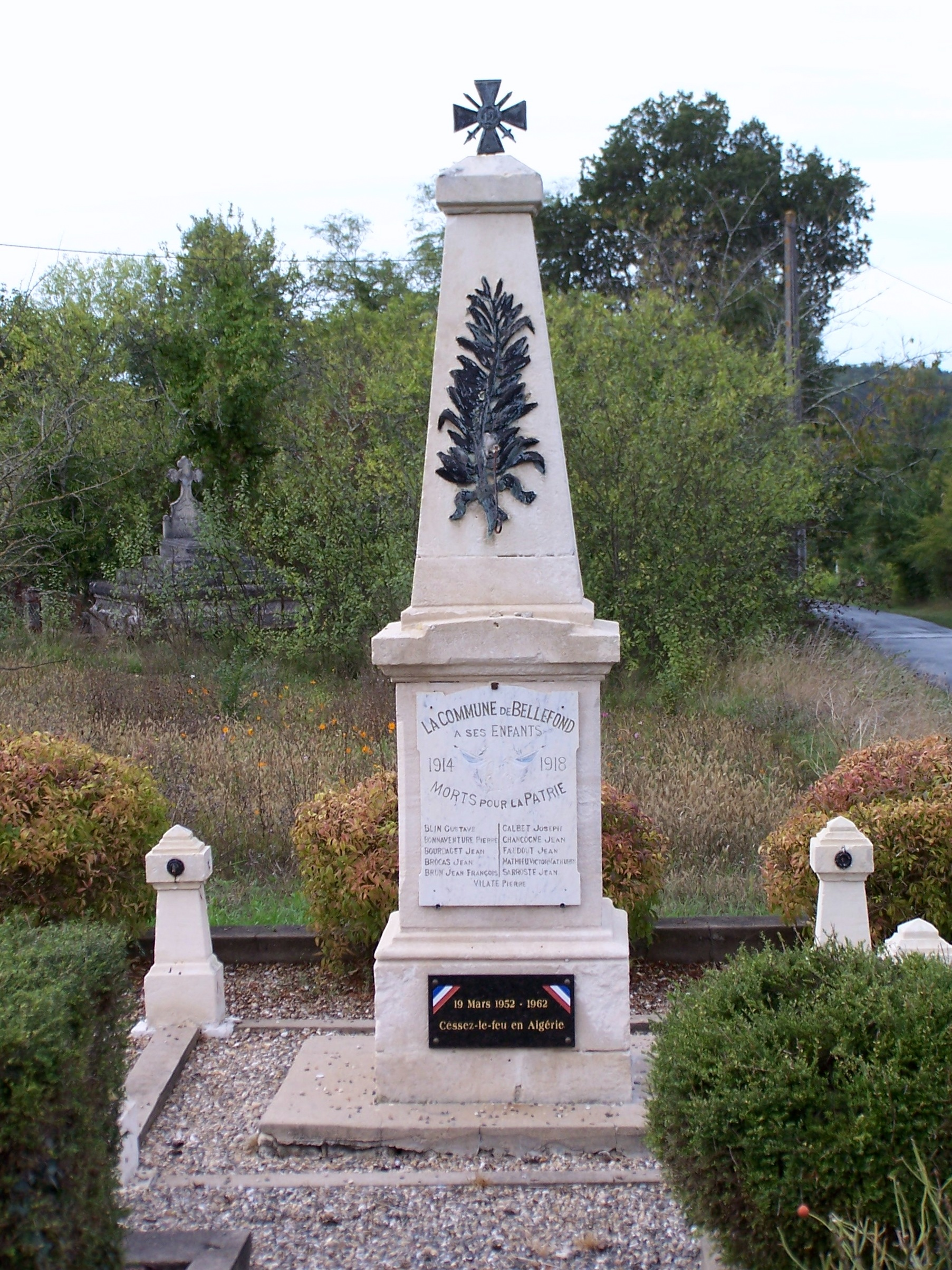
Gefallenendenkmal